# Paula Bruno
Paula Bruno (1975) es una historiadora y ensayista nacida en Buenos Aires, Argentina. Se especializa en Historia cultural, Historia intelectual, Historia Diplomática, Historia de las mujeres, Historia Pública, Historiografía y Biografía. Sus contribuciones se han centrado en aspectos como las sociabilidades intelectuales, la vida intelectual y diplomática, las identidades en tensión (nacionalismo, latinoamericanismo, panamericanismo, hispanoamericanismo) y la circulación de figuras intelectuales en espacios transnacionales.

## Trayectoria
Es Doctora en Historia por la Facultad de Filosofía y Letras, Universidad de Buenos Aires, dónde también cursó sus estudios de grado. Realizó una Maestría en Investigación Histórica en la Universidad de San Andrés. Culminó sus estudios posdoctorales en la École des Hautes Études en Sciences Sociales, la Universidad de Barcelona y la Universidad Nacional Autónoma de México. 
Ha publicado libros en las siguientes editoriales: Fondo de Cultura Económica, Siglo XXI Editores, Biblos, Editorial de la Universidad Nacional de Quilmes. Cuenta con artículos en revistas académicas como Historia Contemporánea, Historia da Historiografia, Revista Complutense de Historia de América, Anuario de Estudios Americanos, Revista de Indias, Revista Páginas, Araucaria, Hispamérica (enlace roto disponible en Internet Archive; véase el historial, la primera versión y la última)., Humanidades, Iberoamericana, Cercles, Prismas, Literatura y Lingüística, Anuario IEHS, Saber y Tiempo, Cultura, Lenguaje y Representación, Cuadernos Americanos y Secuencia, entre otras. Contribuciones breves de su autoría se han publicado en Ñ. Revista de Cultura, La Nación y en revistas de divulgación científica como Todo es Historia, Revista Criterio e Historia para Todos. Entre las figuras sobre las que ha realizado biografías se destacan: Paul Groussac, Eduardo Wilde, Miguel Cané, Eduardo Ladislao Holmberg, Martín García Mérou, José Manuel Estrada y Eduarda Mansilla, Guillermina Oliveira Cézar, Ángela Oliveira Cézar y Lucio V. Mansilla. 
Ha sido investigadora o profesora en las siguientes casas de estudio: École des Hautes Études en Sciences Sociales, Universidad Complutense de Madrid, Universidad de Barcelona, Universidad de Gerona, Instituto de Investigaciones “Dr. José María Luis Mora”, Universidad Nacional Autónoma de México, Università degli Studi di Venezia “Ca’ Foscari”, Università degli Studi di Verona, Universidad de Florencia, European University Institute,  Madrid Institute for Advanced Study (MIAS),  Ibero-Amerikanisches Institut, entre otras.
Recibió becas y subsidios de entidades como el Consejo Nacional de Investigaciones Científicas y Técnicas (CONICET, Argentina), Agencia de Promoción Científica y Tecnológica (Argentina), Fondo Nacional de las Artes (Argentina), Fundación Antorchas (Argentina), Secretaría de Relaciones Exteriores (México), Ministero degli affari esteri e della Cooperazione Internazionale (Italia), Instituto Ibero-Americano (Alemania), Programa ECOS (Evaluation-orientation de la Coopération Scientifique) (Francia), Fundación Carolina (España), Instituto Panamericano de Geografía e Historia (IPGH), Organismo Especializado de Organización de Estados Americanos (OEA), y otras.
Fundó la Red de Estudios Biográficos de América Latina (REBAL), que cuenta con su nodo principal en el Instituto Argentino y Americano “Dr. Emilio Ravignani”. Diseñó el proyecto del primer espacio destinado a la Historia pública en Argentina: el Laboratorio de Historia Pública (LabHisPub) en la Universidad Torcuato Di Tella.
Perfiles académicos disponibles en: Academia.edu, Google Scholar, Dialnet, ResearchGate y LinkedIn.

## Libros
- 2021: Bruno, Paula, Pita, Alexandra y Alvarado, Marina: Embajadoras culturales. Mujeres latinoamericanas y vida diplomática, 1860-1960, Rosario, Prohistoria/IPGH, 168 páginas. Colección: Historia & Cultura.
- 2018: Martin García Mérou. Vida intelectual y diplomática en las Américas, Bernal, Editorial de la Universidad Nacional de Quilmes, 216 páginas (incluye selección de textos). Colección La Ideología Argentina y Latinoamericana.
- 2014: Coordinadora: Visitas culturales en la Argentina, 1898-1936, Buenos Aires, Biblos, 307 páginas. Colección Investigaciones y Ensayos.
- 2014: Directora:  Sociabilidades y vida cultural. Buenos Aires, 1860-1930, Bernal, Editorial de la Universidad Nacional de Quilmes, 317 páginas. Colección Intersecciones. Director de colección: Carlos Altamirano.[14]
- 2011: Pioneros culturales de la Argentina. Biografías de una época, 1860-1910, Buenos Aires, Siglo XXI Editores, 239 páginas. Colección Metamorfosis. Director de colección: Carlos Altamirano.
- 2005: Paul Groussac. Un estratega intelectual, Buenos Aires, Fondo de Cultura Económica/UdeSA, 262 páginas. Colección Historia.
- 2004: Travesías intelectuales de Paul Groussac, Bernal, Editorial de la Universidad Nacional de Quilmes, 373 páginas (incluye selección de textos). Colección La Ideología Argentina. Director de colección: Oscar Terán.

## Artículos
- Bruno, Paula (2022). «Descubrir ‘América’ y pensar las patrias. Figuras de la vida letrada cubana en la Exposición de Chicago de 1893». Anuario de Estudios Americanos 79 (1): 301-331.
- Bruno, Paula (2022). «El cuerpo diplomático argentino en cuestión: debates y experiencias de la vida diplomática, 1900-1902». Revista de Indias 82 (286): 769-799.
- Bruno, Paula (2022). «Embajadora de la paz: Ángela Oliveira Cézar, “diplomacia femenina”, confraternidad americana y pacifismo internacional en el pasaje del siglo XIX al XX». Páginas. Revista Digital de la Escuela de Historia, Facultad de Humanidades y Artes (Universidad Nacional de Rosario) 14 (36).
- Bruno, Paula (2021). «Revistas de Buenos Aires durante la guerra de 1898. La Biblioteca, La Ilustración Sud-Americana y Revista de Derecho, Historia y Letras entre la ‘cuestión palpitante’ y las encrucijadas identitarias». Humanidades. Revista de la Universidad de Montevideo (9): 23-58.
- Bruno, Paula (2020). «Vida diplomática, funciones estatales e identidades en tensión en el giro del siglo XIX al XX. Agenda de investigación, propuestas y usos de las fuentes». Revista Electrónica de Fuentes y Archivos (REFA): 67-86.
- Bruno, Paula (junio-diciembre, 2020). «España como caleidoscopio. Observaciones de intelectuales argentinos sobre la comunidad letrada hispanoamericana, siglo XIX». Historia Contemporánea (63): 385-418.
- Bruno, Paula (enero-junio, 2019). «Martín García Mérou y su vida diplomática en Estados Unidos, 1896-1900 y 1901-1905». Revista de Historia de América (156): 143-180.
- Bruno, Paula; Plotkin, Mariano (enero-junio, 2018). «Entre el bufete y el laboratorio. Paul Groussac y José Ingenieros en una polémica de 1903». Revista de Historia de América (154): 11-35.
- Bruno, Paula (diciembre, 2017). «Biografía e historia de los intelectuales. Balance y reflexiones sobre la vida cultural argentina entre 1860 y 1910». Literatura y Lingüística (36): 19-36.
- Bruno, Paula (2017). «Las derivas de Paul Groussac como articulador cultural. Entre exposiciones internacionales, celebraciones y eventos públicos, 1882-1911». Anuario IEHS (32): 111-134.
- Bruno, Paula (2016). «Biografía, historia biográfica, biografía-problema». Prismas. Revista de historia intelectual (20): 267-272.
- Bruno, Paula (septiembre, 2015). «El Círculo Literario: un espacio de sociabilidad en la Buenos Aires de la década de 1860». Iberoamericana. América Latina. España, Portugal (59): 45-63.
- Bruno, Paula (agosto, 2015). «José Manuel Estrada (1842-1894) y su obra histórica en la Argentina de las décadas de 1860 y 1870». História da Historiografia (17): 86-104.
- Bruno, Paula (2015). «Eduardo L. Holmberg en la escena científica argentina. Ideas y acciones entre la década de 1870 y el fin-de-siglo». Saber y Tiempo. Revista de Historia de la Ciencia (1): 118-140.
- Bruno, Paula (2015). «Positivismo y cultura científica. Escenarios, hombres e ideas». Prismas, Revista de historia intelectual (19): 193-200.
- Bruno, Paula (mayo, 2013). «Críticos decimonónicos de la Biblia. Ensayo sobre Engels y Bakunin como lectores». Cultura, Lenguaje, Representación. Revista de Estudios Culturales 11: 29-40.
- Bruno, Paula (2013). «Estados Unidos como caleidoscopio. Ensayo sobre las observaciones de viajeros y diplomáticos argentinos del fin de siglo». Revista Complutense de Historia de América 39: 23-38.
- Bruno, Paula (2012). «El Círculo Literario (1864-1866): un espacio de conciliación de intereses». Prismas. Revista de Historia Intelectual (16): 167-170.
- Bruno, Paula (2012). «Vida intelectual de la Argentina de fines del siglo XIX y comienzos del XX. Un balance historiográfico». PolHis. Revista Bibliográfica del Programa Interuniversitario de Historia Política (9): 69-91.
- Bruno, Paula (2010). «Notas sobre la historia intelectual argentina entre 1983 y la actualidad». Cercles. Revista d'Història Cultural (13): 113-133.
- Bruno, Paula (2010). «Segundones cómplices. Acerca de la lectura de David Viñas sobre los gentlemen escritores del ochenta». Prismas. Revista de Historia Intelectual (14): 183-186.
- Bruno, Paula (2009). «La vida letrada porteña entre 1860 y el fin de siglo: coordenadas para un mapa de la elite intelectual». Anuario IEHS (24): 338-369.
- Bruno, Paula (enero-diciembre, 2009). «Paul Groussac. Hombre de cultura y ‘Renán quejoso de su gloria a trasmano’». Revista de Historia de América: 61-133.
- Bruno, Paula (enero-marzo, 2008). «Lecturas de Miguel Cané sobre la función de la prensa en las sociedades modernas». Cuadernos Americanos. Nueva Época 1 (123): 113-138.
- Bruno, Paula (mayo-agosto, 2007). «Un balance acerca del uso de la expresión generación del 80 entre 1920 y 2000». Secuencia. Revista de Historia y Ciencias Sociales (68): 117-161.
- Bruno, Paula (1er semestre, 2006). «Paul Groussac. Un articulador cultural en el pasaje del siglo XIX al XX argentino». Araucaria. Revista Iberoamericana de Filosofía, Política y Humanidades: 176-186.
- Bruno, Paula (agosto, 2003). «Paul Groussac y La Biblioteca (1896-1898)». Hispamérica. Revista de literatura (94): 87-94.

## Premios
- 2016: Premio Especial “Eduardo Mallea” (ex-Premio Municipal CABA), Gobierno de la Ciudad de Buenos Aires. Otorgado por el Ministerio de Cultura, Dirección General de Promoción Cultural, Argentina.[15]
- 2016: Premio “Gregorio Weinberg”, Primera Edición, Categoría Historia de las Ideas. Otorgado por la Red Weinberg de Estudios de Historia de la Educación y la Organización de Estados Iberoamericanos (OEI).[16]
- 2008: Premio Pensamiento de América “Leopoldo Zea”, Edición 2005-2007. Otorgado por el Instituto Panamericano de Geografía e Historia (IPGH), Organismo Especializado de la Organización de Estados Americanos (OEA).

## Introducciones de dosieres y monográficos
- Coordinación y organización de una sección dedicada a reflexiones metodológicas: Bruno, Paula (2021). «Reflexiones sobre la vida diplomática: actores, entramados y dinámicas. Perspectivas y propuestas a la luz de experiencias de investigación». Revista de Historia de América (60): 381-403. ISSN 0034-8325.
- Presentación de monográfico: Bruno, Paula; Fuentes Codera, Maximiliano (2020). «España y Argentina: proyectos e ideas en tensión (1880-1945)». Historia Contemporánea (63): 379-384. ISSN 1130-2402.
- Coordinación y autoría de introducción de dossier de difusión: Bruno, Paula (2015). «Buenos Aires, capital cultural. Visitas y estadías culturales en las primeras décadas del siglo XX». Dossiers del Programa Interuniversitario de Historia Política (60). ISSN 2618-415X.
- Coordinación y autoría de introducción de dosier de difusión: Bruno, Paula (2014). «La escena científica argentina del siglo XIX: ideas actores y dinámicas». Dossiers del Programa Interuniversitario de Historia Política (43). ISSN 2618-415X.
- Presentación de monográfico: Bruno, Paula (2012). «Biografía e Historia. Reflexiones y perspectivas». Anuario IEHS (27): 155-162. ISSN 2524-9339.
- Presentación de monográfico: Bruno, Paula (2012). «Sociabilidades culturales en Buenos Aires, 1860-1930: círculos, sociedades, ateneos y cafés». Prismas. Revista de Historia Intelectual (16): 161-166. ISSN 1666-1508.

## Entrevistas
2022: «Encuesta sobre Nueva Historia Intelectual». Políticas de la Memoria, núm. 22, preguntas realizadas por Natalia Bustelo. 
2021: «¿De qué hablamos cuando hablamos de historia de las ideas o historia intelectual?», Revista Perspectivas Metodológicas, vol. 21, encuesta/entrevista realizada por Fabián Herrero y respondida bajo el título «Entre vidas, sociabilidades y circulaciones».  
2019: «¿Qué es la historia de las ideas?». Radio Nacional: El zorro y el erizo, entrevista realizada por Alejandro Katz y Marino Schuster.
2014: «Salones dónde se sonaba el futuro». Revista Ñ, entrevista realizada por Héctor Pavón.